# 1926

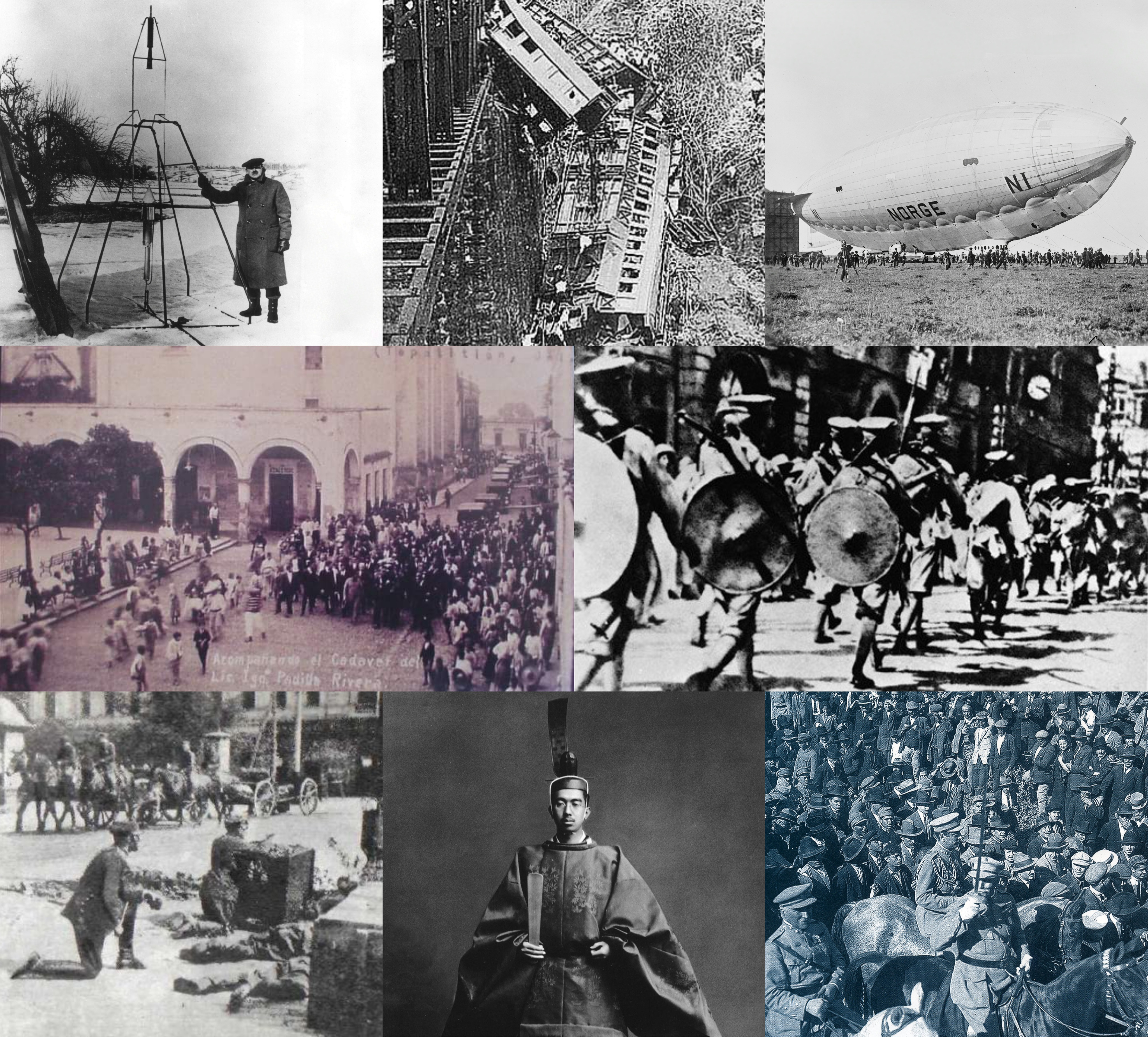

1926 (MCMXXVI) là một năm thường bắt đầu vào Thứ sáu của lịch Gregory, năm thứ 1926 của Công nguyên hay của Anno Domini, the năm thứ 926  của thiên niên kỷ 2, năm thứ 26  của thế kỷ 20, và năm thứ  7   của thập niên 1920. 

## Sự kiện

### Tháng 1
- 8 tháng 1: Vua Bảo Đại chính thức kế vị
- 11 tháng 1: Trương Tác Lâm tuyên bố 3 tỉnh đông bắc Trung Quốc độc lập

### Tháng 3
- 7 tháng 3: Tại Thiên Tân phát sinh sự kiện Đại Cổ Khẩu

### Tháng 4
- 15 tháng 4: Trương Tác Lâm từ Thiên Tân tiến công Bắc Kinh

### Tháng 6
- 6 tháng 6: Tưởng Giới Thạch nhận chức tổng tư lệnh quân Bắc Phạt

### Tháng 10
- 10 tháng 10: Quân Bắc Phạt giải phóng Vũ Xương

### Tháng 11
- 1 tháng 11: Quân Bắc Phạt vây đánh Nam Xương

## Sinh

### Tháng 1
- 1 tháng 1:

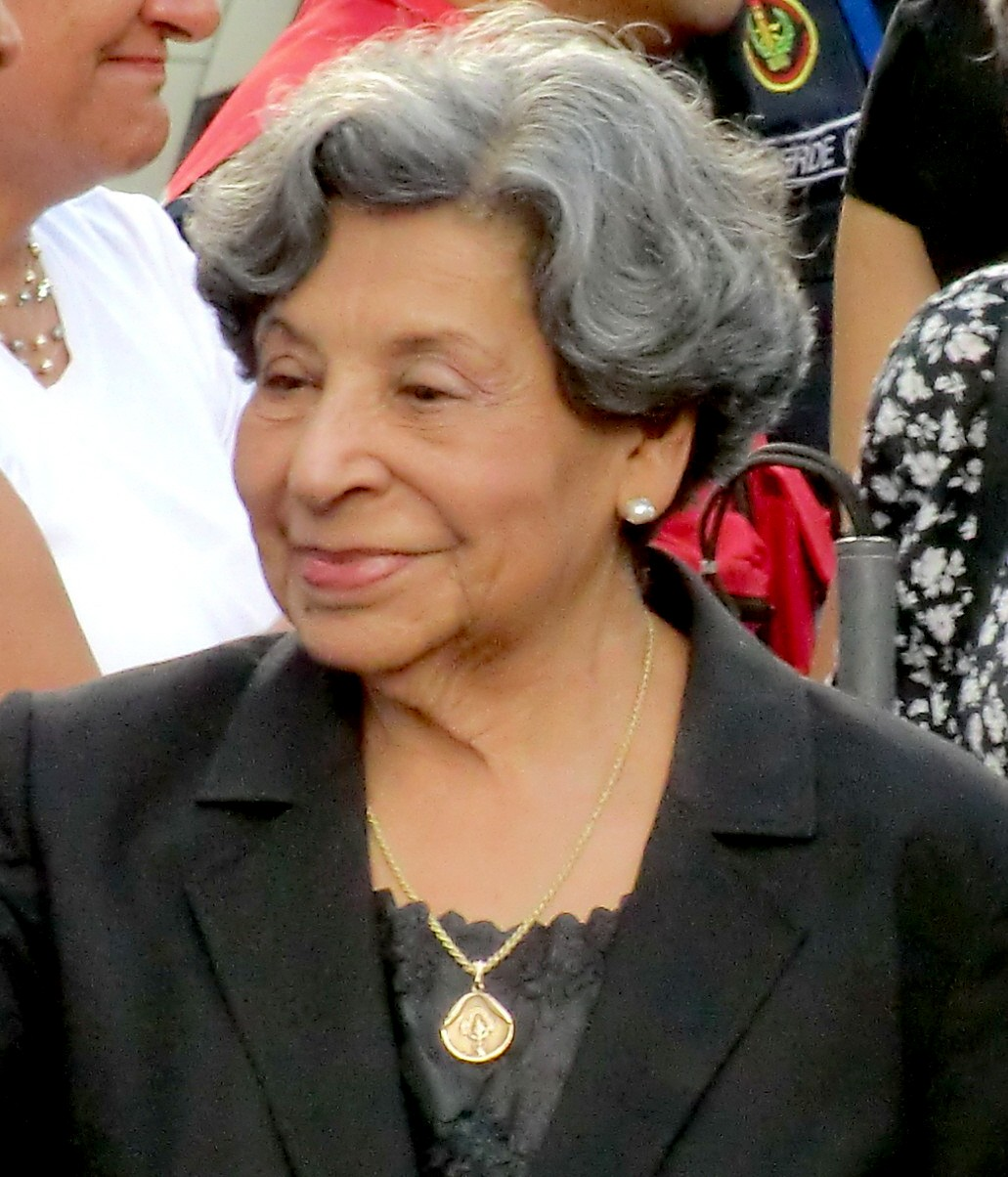
Blanca Rodríguez

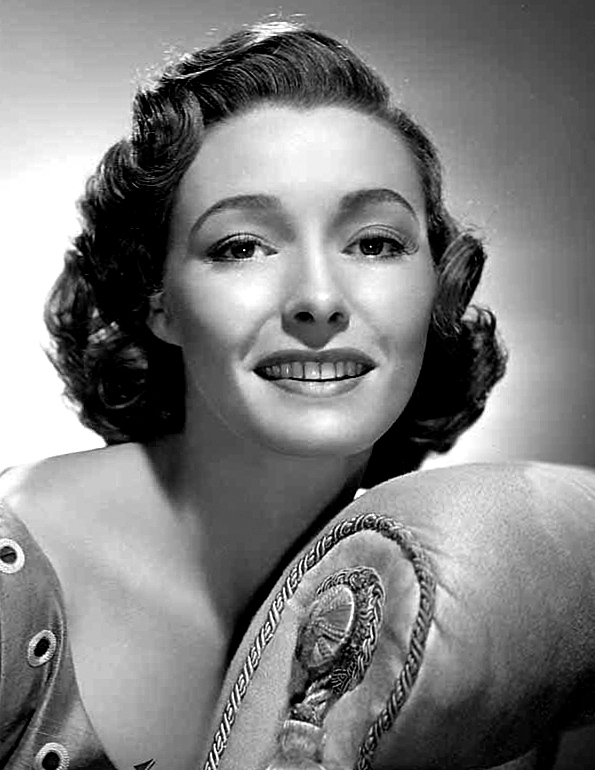
Patricia Neal

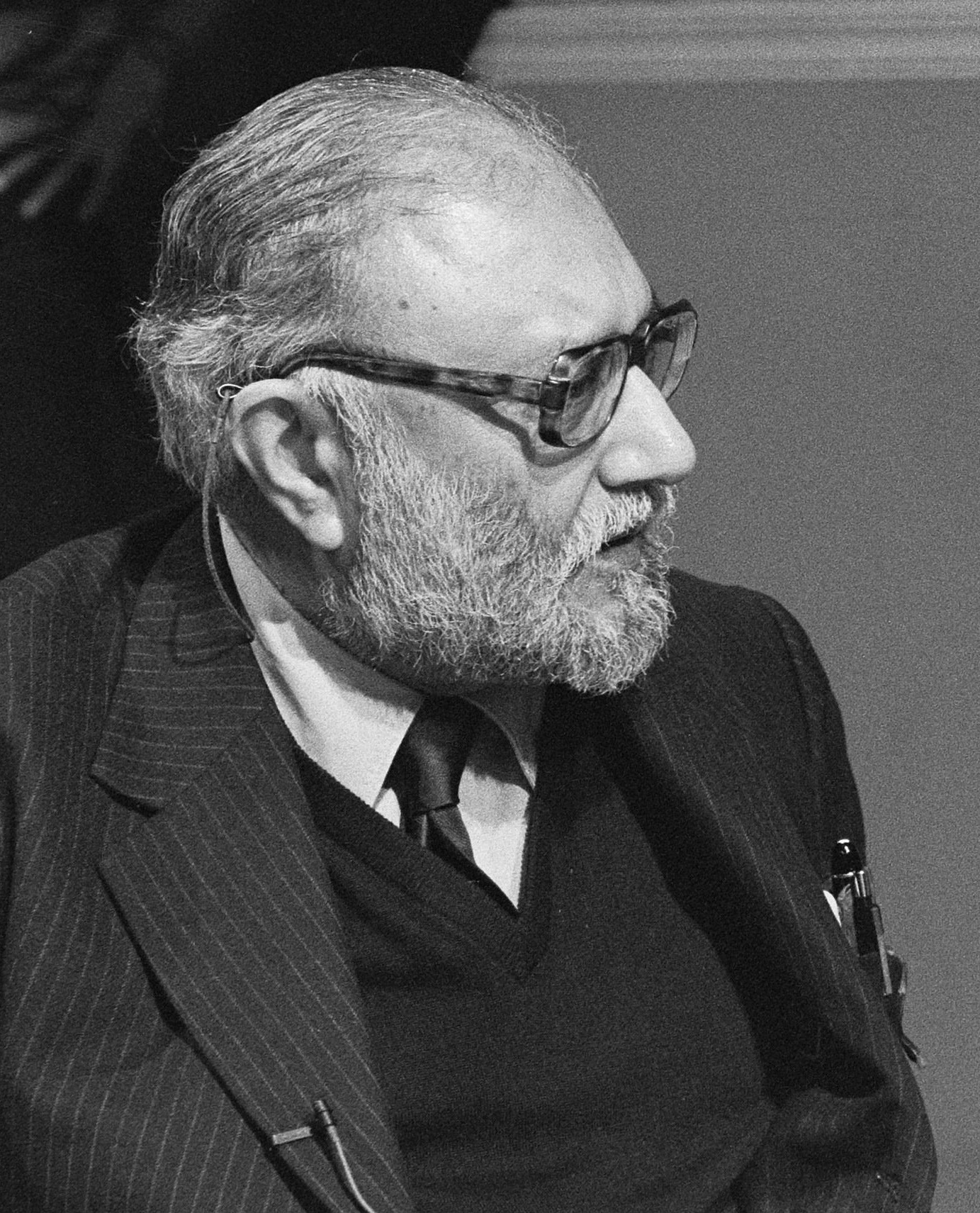
Abdus Salam

  - Blanca Rodríguez, là cựu đệ Nhất phu nhân Venezuela (m. 2020)
  - José Manuel Estepa Llaurens, là một Hồng y người Tây Ban Nha của Giáo hội Công giáo Rôma (m. 2019)
- 2 tháng 1: Amamoto Hideyo, nam diễn viên người Nhật Bản (m. 2003)
- 3 tháng 1 - George Martin, Nhà sản xuất thu âm tiếng Anh (m. 2016)
- 7 tháng 1 - Kim Jong-pil, là một quân nhân, tướng lĩnh và chính trị gia Hàn Quốc (m. 2018)
- 9 tháng 1:
  - Chérifa, là nữ ca sĩ – nhạc sĩ người Algérie (m. 2014)
  - Billy Bootle, là một cầu thủ bóng đá thi đấu ở vị trí tiền vệ chạy cánh ở Football League cho Manchester City (m. 2012)
- 20 tháng 1:
  - Patricia Neal, Nữ diễn viên Người Mỹ (m. 2010)
  - Henry Sebastian D’Souza, là một Giám mục người Ấn Độ của Giáo hội Công giáo Rôma (m. 2016)
- 28 tháng 1 - Amin al-Hafez, là thủ tướng của Liban từ 25 tháng 4 năm 1973 đến ngày 21 tháng 6 năm 1973. (m. 2009)
- 29 tháng 1 - Abdus Salam, Nhà vật lý Pakistan, người đoạt giải Nobel (m. 1996)
- 30 tháng 1 - Vasily Aleksandrovich Arkhipov, là một sĩ quan hải quân Liên Xô (m. 1998)

### Tháng 2

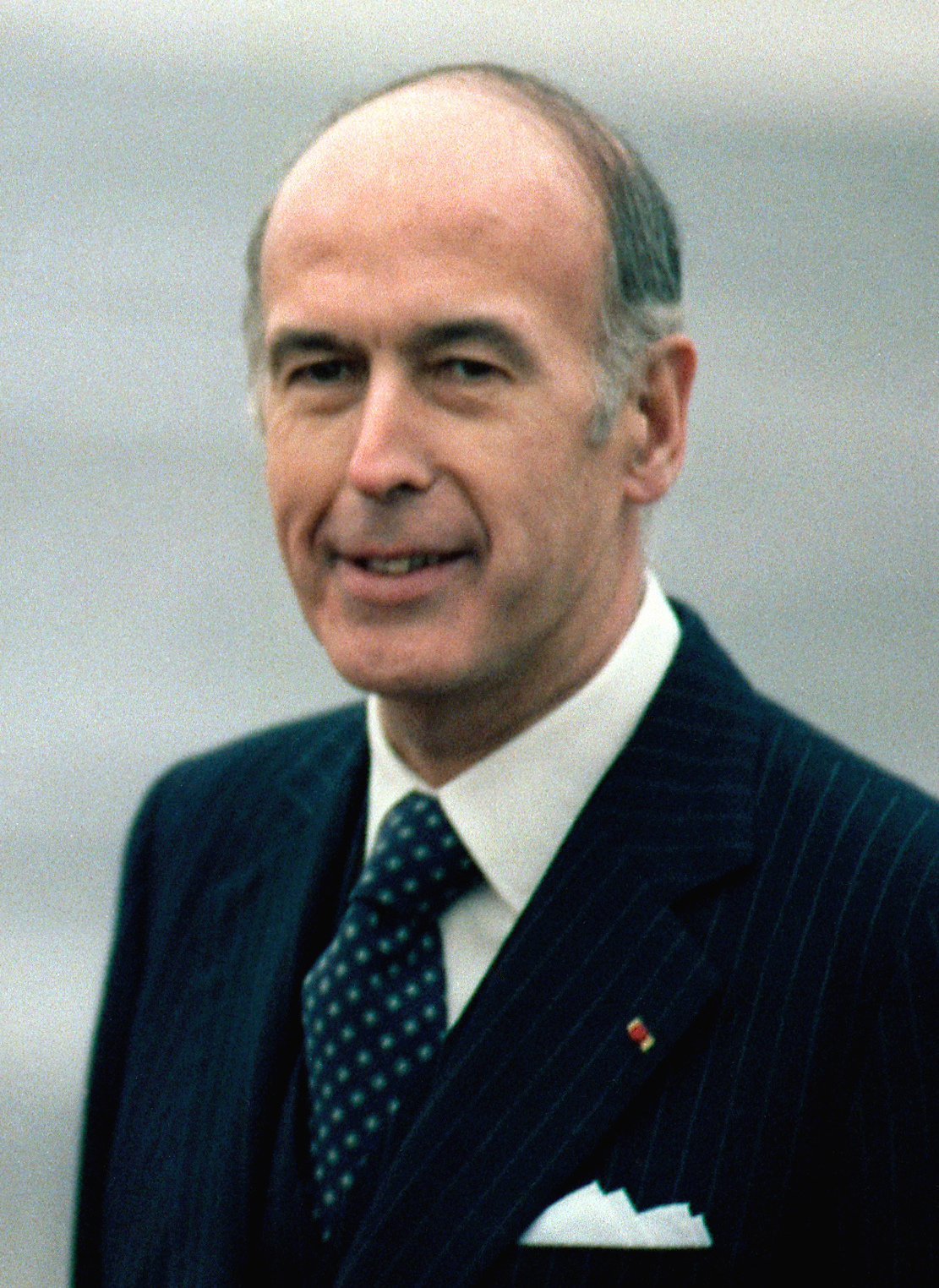
Valéry Giscard d'Estaing

- 1 tháng 2 - Gioan Hoắc Thành, là một giám mục người Trung Quốc của Giáo hội Công giáo Rôma (m. 2023)
- 2 tháng 2:
  - Valéry Giscard d'Estaing, Tổng thống thứ 20 của Pháp (m. 2020)
  - Philippe Chatrier, là một vận động viên quần vợt người Pháp (m. 2000)
  - Miguel Obando Bravo, Hồng y của Giáo hội Công giáo Rôma, Nguyên Tổng giám mục đô thành Tổng giáo phận Managua, Nicaragua (m. 2018)
- 3 tháng 2 - Nguyễn Quốc Thước, Trung tướng Việt Nam
- 7 tháng 2 - Estanislao Esteban Karlic, là một Hồng y người Argentina của Giáo hội Công giáo Rôma
- 9 tháng 2 - Bella Jarrett, là một nữ diễn viên sân khấu, truyền hình, điện ảnh và đồng thời cũng là một tiểu thuyết gia người Mỹ. (m. 2018)
- 11 tháng 2 - Phạm Hồng Cư, Trung tướng Việt Nam, nguyên Phó chủ nhiệm Tổng cục Chính trị, Phó Tư lệnh về chính trị Quân khu 2 (m. 2021)
- 19 tháng 2 - Bạch Kỷ Niên, là một chính trị gia Trung Quốc (m. 2015)
- 21 tháng 2:
  - Humphry Berkeley, là một chính khách và tác giả người Anh (m. 1994)
  - Jeanne Martin Cissé, là một giáo viên người Guinea và chính trị gia dân tộc, từng làm đại sứ tại Liên Hợp Quốc và năm 1972 là người phụ nữ đầu tiên làm Chủ tịch Hội đồng Bảo an Liên Hợp Quốc. Bà phục vụ trong chính phủ Guinea với tư cách là Bộ trưởng Bộ Xã hội từ năm 1976 cho đến cuộc đảo chính quân sự năm 1984. (m. 2017)
- 24 tháng 2 - John Gunther Dean, là một nhà ngoại giao xuất sắc của Hoa Kỳ (m. 2019)

### Tháng 3

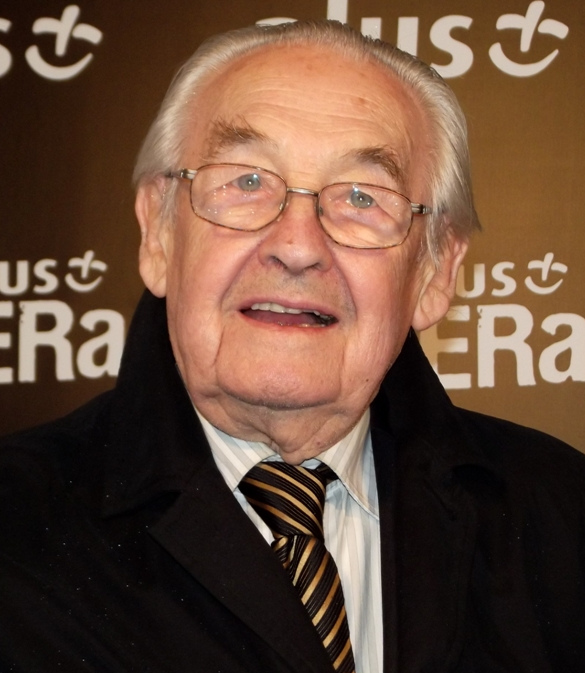
Andrzej Wajda

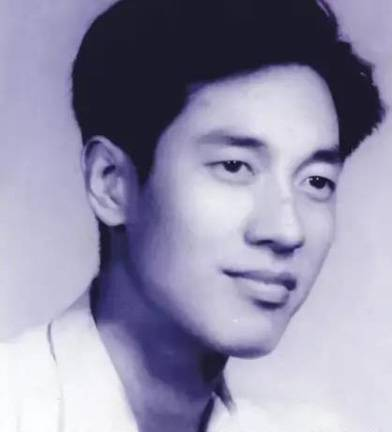
Hoàng Húc Hoa

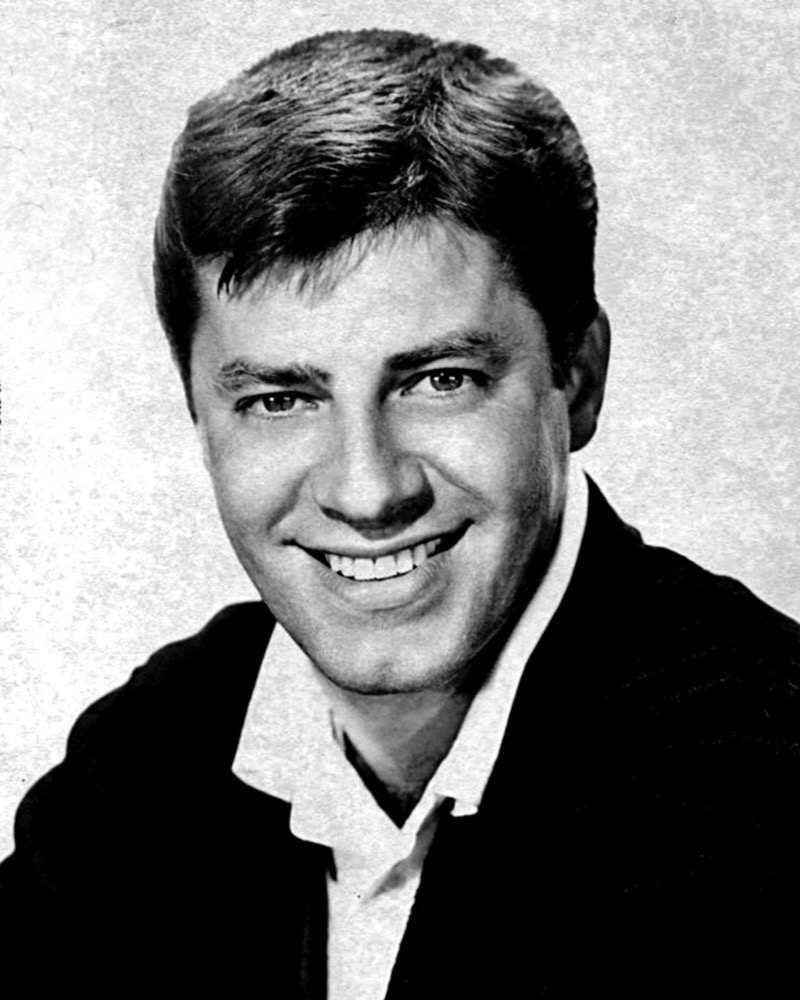
Jerry Lewis

- 2 tháng 3 - Bernard Agré, là một Hồng y người Bờ Biển Ngà của Giáo hội Công giáo Rôma (m. 2014)
- 6 tháng 3:
  - Andrzej Wajda, Đạo diễn phim Ba Lan (m. 2016)
  - Alan Greenspan, là nhà kinh tế học Mỹ và là Chủ tịch Hội đồng Thống đốc Cục Dự trữ Liên bang Hoa Kỳ từ 1987 đến 2006
- 12 tháng 3:
  - David Nadien, là một giáo viên và nghệ sĩ vĩ cầm chuyên nghiệp người Mỹ (m. 2014)
  - Hoàng Húc Hoa, là một nhà thiết kế tàu ngầm của Trung Quốc
- 16 tháng 3 - Jerry Lewis, diễn viên hài, nhà nhân đạo và từ thiện người Mỹ (m. 2017)
- 18 tháng 3 - Ken Bower, là một cầu thủ bóng đá người Anh ghi 45 bàn trong 102 lần ra sân ở Football League thi đấu cho Third Division North clubs Darlington và Rotherham United trong những năm sau Thế chiến thứ hai (m. 2002)
- 25 tháng 3 - Eric Barber, là một cầu thủ bóng đá người Anh (m. 2015)
- 30 tháng 3 - Ingvar Kamprad, doanh nhân Thụy Điển (m. 2018)

### Tháng 4

Mạc Đình Vịnh

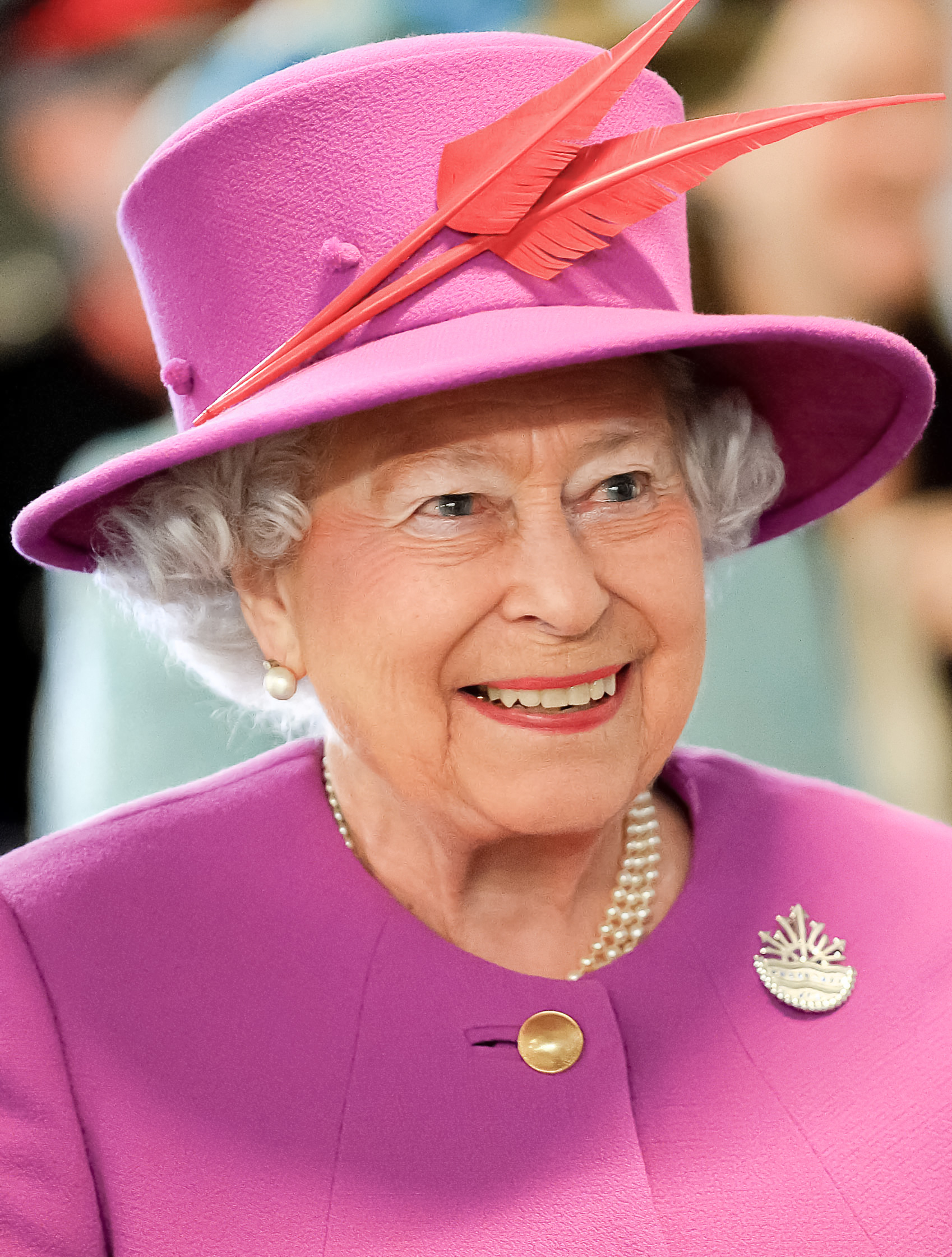
Elizabeth II

- 2 tháng 4 - Eleonore Koch, là một họa sĩ và nhà điêu khắc người Brazil góc Đức (m. 2018)
- 10 tháng 4 - Mạc Đình Vịnh, Thiếu tướng, Bộ Quốc phòng; Bộ Tổng Tham mưu Quân đội nhân dân Việt Nam. (m. 2022)
- 14 tháng 4 - Leopoldo Calvo-Sotelo là Thủ tướng của Tây Ban Nha giữa hai quốc gia (m. 2008)
- 19 tháng 4:
  - Berl Senofsky, là một giáo viên và là nghệ sĩ vĩ cầm cổ điển người Mỹ (m. 2002)
  - Rawya Ateya, là một phụ nữ Ai Cập trở thành nữ nghị sĩ đầu tiên trong thế giới Ả Rập năm 1957 (m. 1997)
  - Kim Bok-dong, là một trong hai mươi sáu "phụ nữ giải khuây" vẫn còn sống vào năm 2019 tại Hàn Quốc (m. 2019)
- 21 tháng 4 - Elizabeth II, đương kim nữ hoàng của 16 quốc gia độc lập thuộc Khối Thịnh vượng chung Anh (m. 2022)
- 26 tháng 4 - David Coleman, là một bình luận viên thể thao và người dẫn chương trình truyền hình người Anh (m. 2013)
- 28 tháng 4:
  - Harper Lee, nhà văn người Mỹ (m. 2016)
  - Joe Lancaster, là một cựu cầu thủ bóng đá người Anh thi đấu ở vị trí thủ môn

### Tháng 5

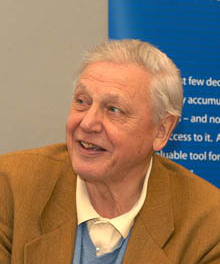
David Attenborough

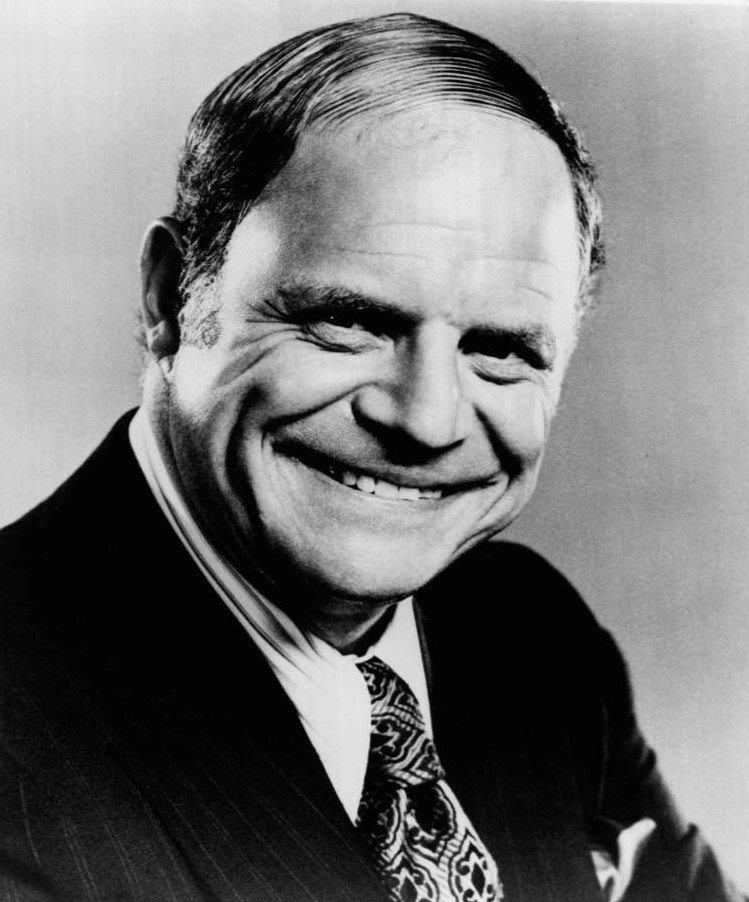
Don Rickles

Lê Văn Chiểu

- 1 tháng 5 - Lê Trọng Nguyễn, là một nhạc sĩ Việt Nam, tác giả ca khúc nổi tiếng Nắng chiều (m. 2004)
- 5 tháng 5 - Anh Bằng, Nhạc sĩ nhạc Vàng nổi tiếng, 1 trong 3 thành viên nhóm Lê Minh Bằng (m. 2015)
- 7 tháng 5 - Hữu Mai, là một nhà văn Việt Nam (m. 2007)
- 8 tháng 5 - 
  - David Attenborough,  là một phát thanh viên và nhà tự nhiên học người Anh
  - Don Rickles, diễn viên hài, diễn viên nổi tiếng người Mỹ (m. 2017)
- 15 tháng 5 - Lê Văn Chiểu, là một sĩ quan cấp cao trong Quân đội nhân dân Việt Nam, hàm Thiếu tướng, Phó Giáo sư, là người Việt Nam đầu tiên sang Liên Xô học về Vũ khí, nguyên Hiệu phó Trường Đại học Kỹ thuật Quân sự, Phó Tư lệnh Kỹ thuật Đặc khu Quảng Ninh, Phó Chủ nhiệm Tổng cục Kỹ thuật, Phó Chủ nhiệm Tổng cục Công nghiệp Quốc phòng (m. 2020)
- 19 tháng 5 - John Battye, là một cầu thủ bóng đá người Anh (m. 2016)
- 26 tháng 5 - Miles Davis, là một nhạc sĩ nhạc Jazz người Mỹ (m. 1991)

### Tháng 6

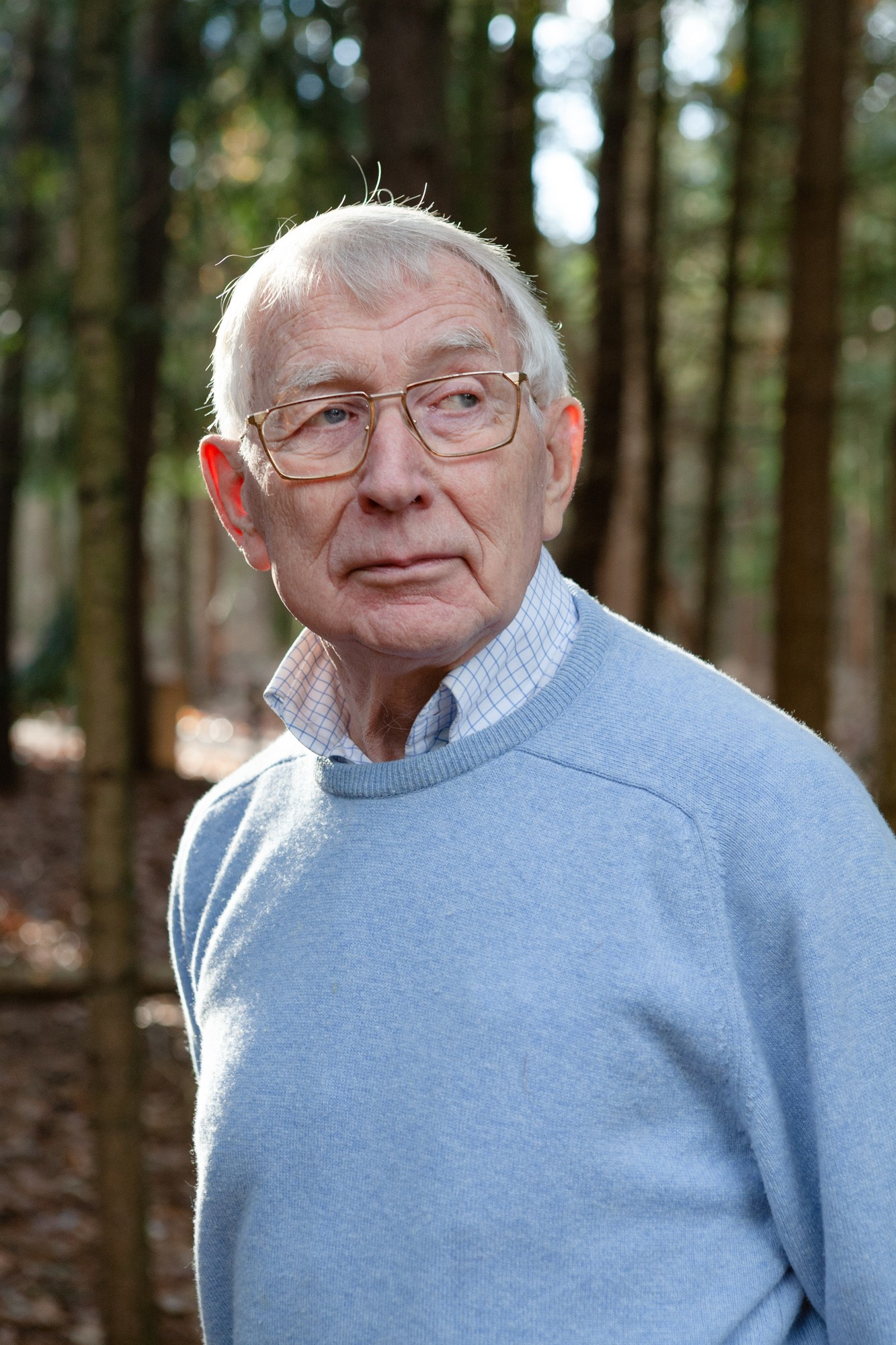
Lou Ottens

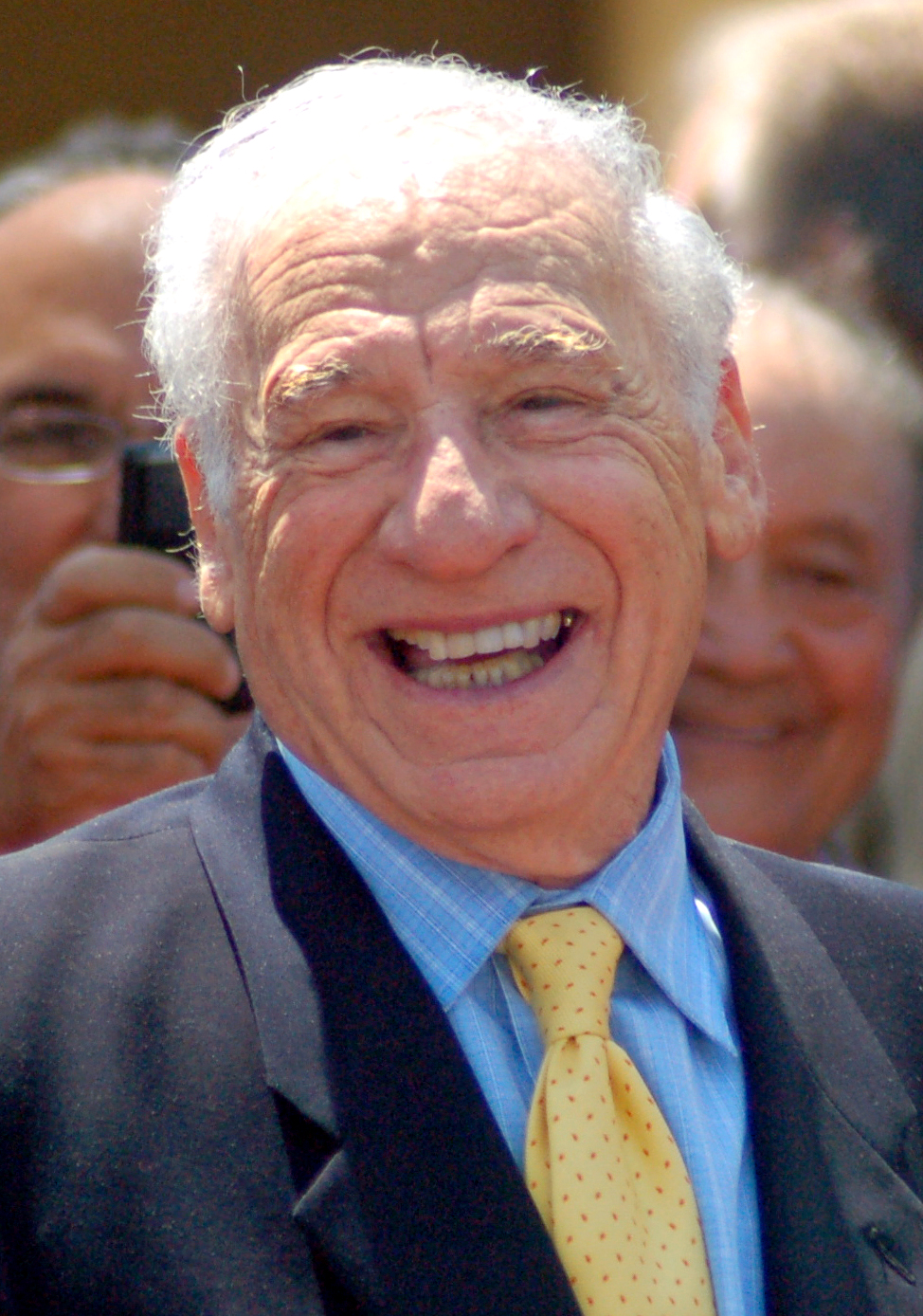
Mel Brooks

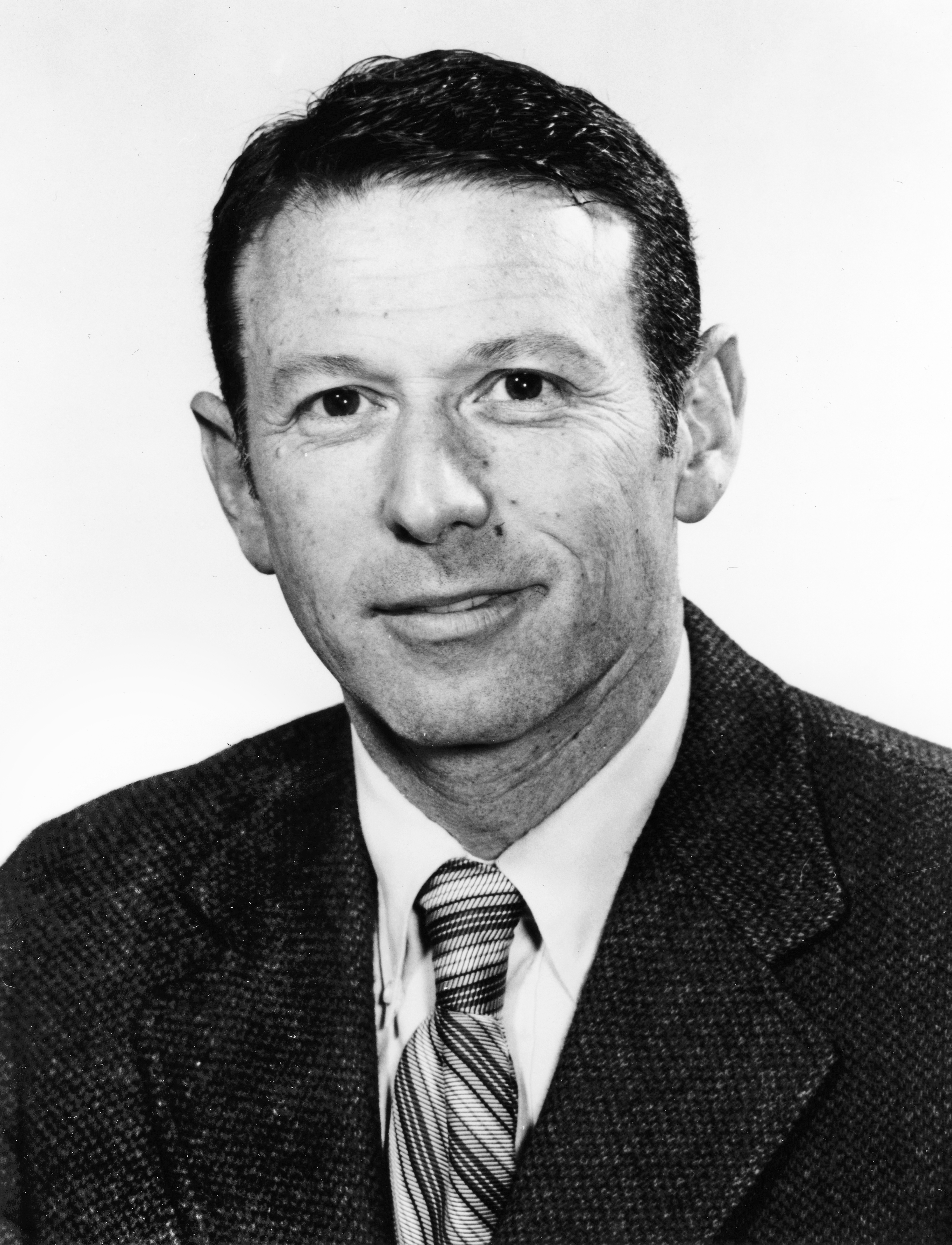
Paul Berg

- 1 tháng 6 - Marilyn Monroe, là nữ diễn viên, ca sĩ, người mẫu, biểu tượng văn hoá người Mỹ
- 2 tháng 6 - Pat Hewson, là một cựu cầu thủ bóng đá người Anh từng thi đấu ở vị trí hậu vệ (m. 2017)
- 3 tháng 6 - Allen Ginsberg, là một nhà thơ Mỹ (m. 1997)
- 8 tháng 6 - Faika của Ai Cập, là một thành viên của hoàng gia Ai Cập và là thành viên của triều đại Mohammad Ali (m. 1983)
- 17 tháng 6 - Lê Hoàng Phu, là Mục sư Tin Lành, Giám đốc Học vụ Thánh Kinh Thần học viện Nha Trang, và là Nhà Sử học Hội thánh (m. 2003)
- 20 tháng 6 - Trần Thị Quang Mẫn, Anh hùng lực lượng vũ trang nhân dân, Thiếu tá Quân đội Nhân dân Việt Nam, Bà mẹ Việt Nam Anh hùng người Việt Nam (m. 2021)
- 21 tháng 6:
  - Lou Ottens, nhà phát minh người Hà Lan (m. 2021)
  - Fanny Friedman, là một bác sĩ, chính trị gia giữ nhiều chức vụ quan trọng ở Swaziland
- 25 tháng 6 - Đàm Thị Loan, người kéo cờ ngày 2/9/1945 tại quảng trường Ba Đình, phu nhân Đại tướng Hoàng Văn Thái (m. 2010)
- 26 tháng 6 - Bùi Đình Đạm, là nguyên là một tướng lĩnh Bộ binh của Quân lực Việt Nam Cộng hòa, cấp bậc Thiếu tướng (m. 2009)
- 28 tháng 6 - Mel Brooks, là một diễn viên, diễn viên hài, nhà làm phim, nhà soạn nhạc và nhạc sĩ người Mỹ
- 30 tháng 6 - Paul Berg, là nhà hóa sinh người Mỹ (m. 2023)

### Tháng 7
- 1 tháng 7:

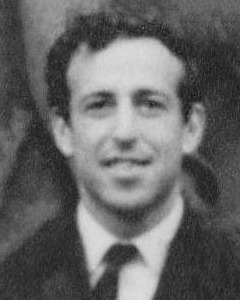
Ben Roy Mottelson

  - Fernando J. Corbató, là một nhà khoa học máy tính nổi tiếng người Hoa Kỳ (m. 2019)
  - Robert Fogel, là một nhà khoa học và sử gia kinh tế người Hoa Kỳ (m. 2013)
- 3 tháng 7 - Charlie Ashcroft, là một cầu thủ bóng đá người Anh (m. 2010)
- 7 tháng 7 - Nuon Chea, thủ lĩnh số hai của Khmer Đỏ (m. 2019)
- 9 tháng 7 - Ben Roy Mottelson, là nhà Vật lý Đan Mạch gốc Mỹ, đã đoạt giải Nobel Vật lý năm 1975 cùng với Aage Niels Bohr (nhà Vật lý Đan Mạch) và Leo James Rainwater (nhà vật lý Hoa Kỳ) (m. 2022)
- 15 tháng 7:
  - Vũ Hạnh, nhà văn Việt Nam (m. 2021)
  - Huỳnh Sanh Thông, là một học giả chuyên môn về văn học Việt Nam. Ông là giáo sư Đại học Yale từ thập niên 1970 đến thập niên 1990. (m. 2008)
  - Trần Bạch Đằng, nhà chính trị, nhà văn Việt Nam (m. 2007)
- 22 tháng 7 - Chung Tấn Cang, nguyên là một tướng lĩnh hải quân của Quân lực Việt Nam Cộng hòa (m. 2007)
- 31 tháng 7 - Hilary Putnam, nhà triết học, toán học và khoa học máy tính người Mỹ (m. 2016)

### Tháng 8

Fidel Castro

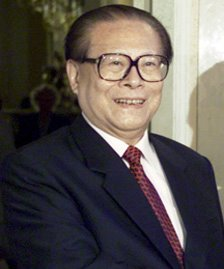
Giang Trạch Dân

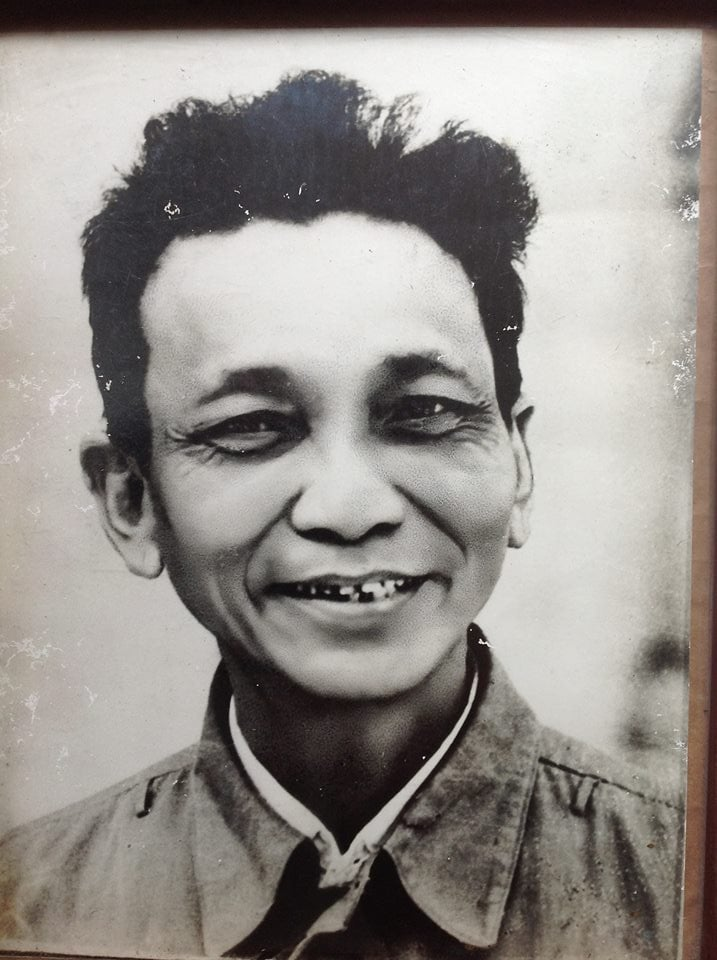
Dương Quân

- 3 tháng 8 - Tony Bennett, là một ca sĩ người Mỹ xuất sắc ở các thể loại nhạc Pop truyền thống (m. 2023)
- 8 tháng 8 - Dương Quân, nhà thơ trào phúng Việt Nam (m. 1985)
- 11 tháng 8 - Aaron Klug, nhà sinh lý học, nhà hoá học người Anh (m. 2018)
- 13 tháng 8 - Fidel Castro, Chủ tịch Cuba (m. 2016)
- 14 tháng 8 - Agostino Cacciavillan, là một Hồng y người Ý của Giáo hội Công giáo Rôma (m. 2022)
- 15 tháng 8 - Konstantinos Stephanopoulos, Thủ tướng Hy Lạp thứ 5 (m. 2016)
- 17 tháng 8 - Giang Trạch Dân, Tổng bí thư Đảng Cộng sản Trung Quốc, Chủ tịch nước thứ 5 của Trung Quốc (m. 2022)
- 21 tháng 8:
  - Đặng Đình Áng, là giáo sư toán học nổi tiếng của Việt Nam (m. 2020)
  - Marian Jaworski, là một Hồng y người Ukraina của Giáo hội Công giáo Rôma (m. 2020)

### Tháng 9

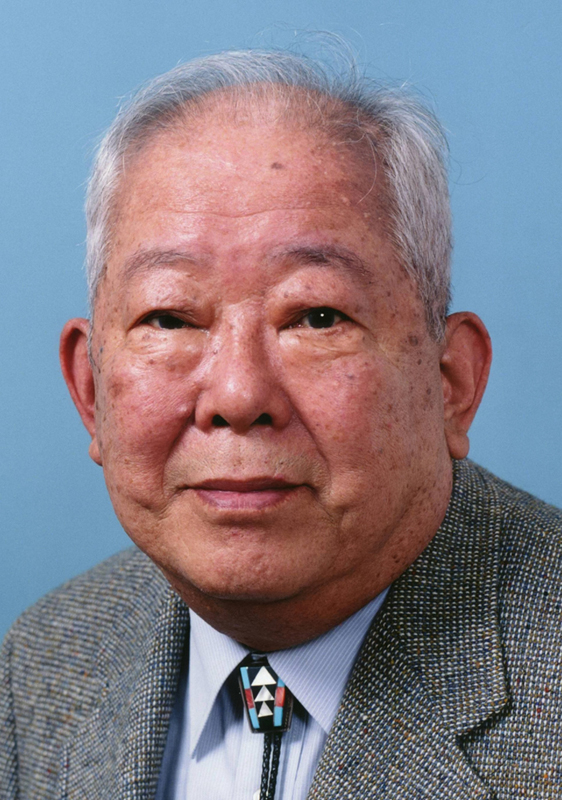
Masatoshi Koshiba

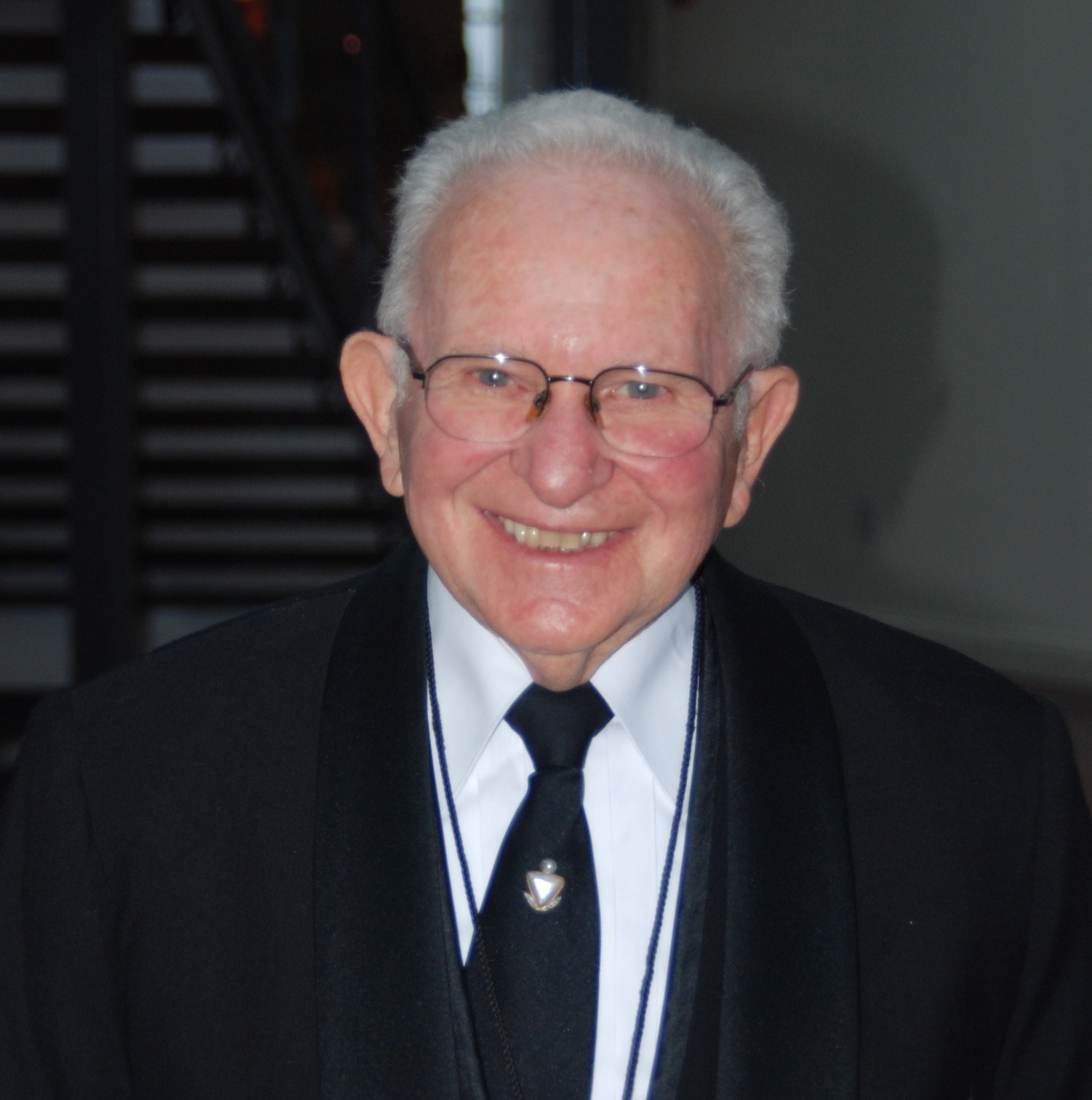
A. L. Mestel

- 6 tháng 9 - Klaus xứ Amsberg, chồng của Nữ vương Beatrix của Hà Lan (m. 2002)
- 7 tháng 9 - Ivone Ramos, là một nhà văn của Cabo Verde (m. 2018)
- 17 tháng 9 - A. L. Mestel, là một bác sĩ phẫu thuật nhi khoa người Mỹ (m. 2022)
- 19 tháng 9 - Koshiba Masatoshi, nhà vật lý người Nhật Bản và người đoạt giải Nobel (m. 2020)
- 21 tháng 9 - Donald Arthur Glaser, là nhà vật lý, nhà thần kinh học người Mỹ (m. 2013)
- 23 tháng 9 - John Coltrane, là một nhạc công saxophone và nhà soạn nhạc jazz Mỹ (m. 1967)
- 25 tháng 9 - Trevor Hitchen, là một cựu cầu thủ bóng đá người Anh thi đấu ở Football League cho Southport và Oldham Athletic
- 28 tháng 9 - Nguyễn Cảnh Toàn, Giáo sư toán học người Việt Nam (m. 2017)

### Tháng 10

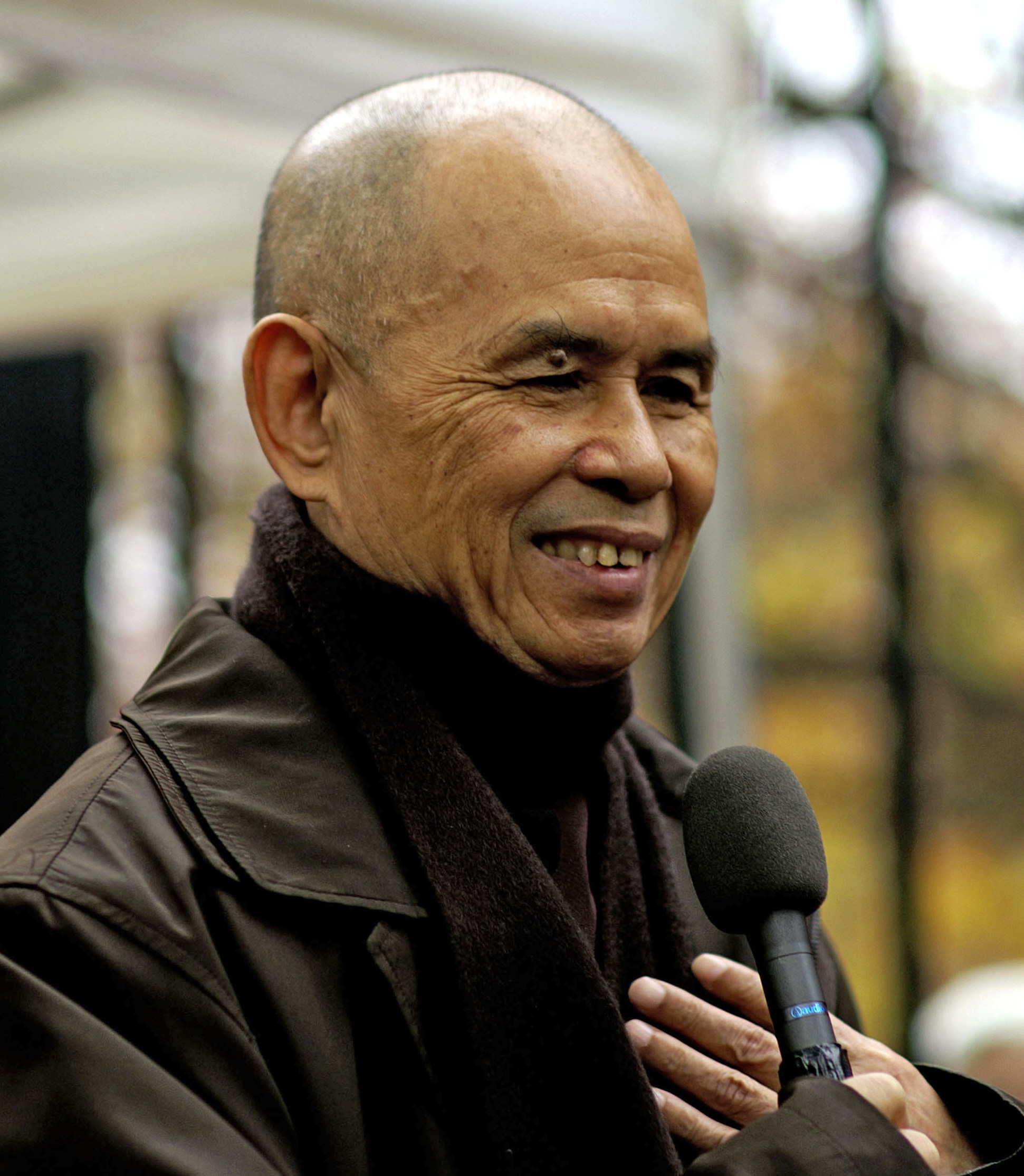
Thích Nhất Hạnh

- 1 tháng 10 - Trần Bảng, giáo sư, nghệ sĩ nhân dân, đạo diễn, soạn giả và nhà nghiên cứu chèo người Việt Nam (m. 2023)
- 10 tháng 10 - Nguyễn Trọng Xuyên, là một tướng lĩnh cấp cao, quân hàm Thượng tướng Quân đội nhân dân Việt Nam (m. 2012)
- 11 tháng 10 - Thích Nhất Hạnh, thiền sư người Việt Nam (m. 2022)
- 15 tháng 10 - Hồ Hảo Hớn, nhà hoạt động chính trị người Việt Nam (m. 1967)
- 18 tháng 10 - Chuck Berry, là một nghệ sĩ guitar người Mỹ (m. 2017)
- 29 tháng 10 - William Holmes, là một cựu cầu thủ bóng đá người Anh từng thi đấu ở vị trí tiền đạo (m. 2020)

### Tháng 11

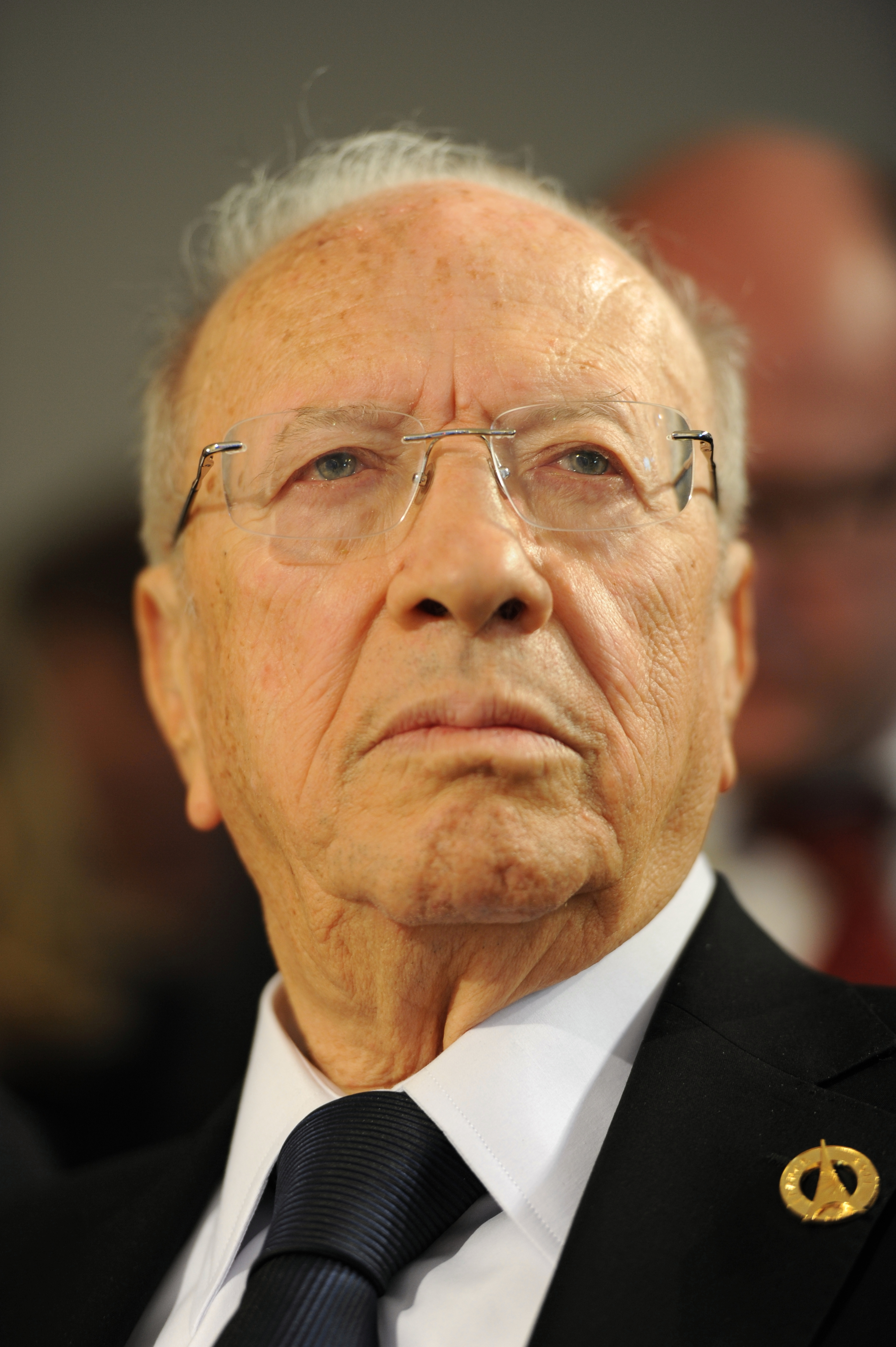
Beji Caid Essebsi

- 1 tháng 11 - Đặng Văn Thượng, một chính khách Việt Nam (m. 2013)
- 8 tháng 11 - Darleane C. Hoffman, là nhà hóa học hạt nhân người Mỹ, và là một trong số các nhà nghiên cứu đã xác định sự tồn tại của nguyên tố Seaborgium
- 10 tháng 11 - Sam Burton, là một cựu cầu thủ bóng đá người Anh (m. 2020)
- 21 tháng 11 - William Wakefield Baum, là một Hồng y người Hoa Kỳ của Giáo hội Công giáo Rôma (m. 2015)
- 24 tháng 11 - Lý Chính Đạo, nhà vật lý người Trung Quốc/Mỹ, đoạt giải Nobel Vật lý năm 1967 (m. 2024)
- 27 tháng 11:
  - Chae Myung-shin, Trung tướng Lục quân, sĩ quan chỉ huy của các lực lượng quân sự Hàn Quốc tham chiến trong Chiến tranh Việt Nam. (m. 2013)
  - James Robert French, là một cầu thủ bóng đá người Anh (m. 2004)
- 29 tháng 11 - Beji Caid Essebsi, Tổng thống thứ 5 của Tunisia (m. 2019)

### Tháng 12

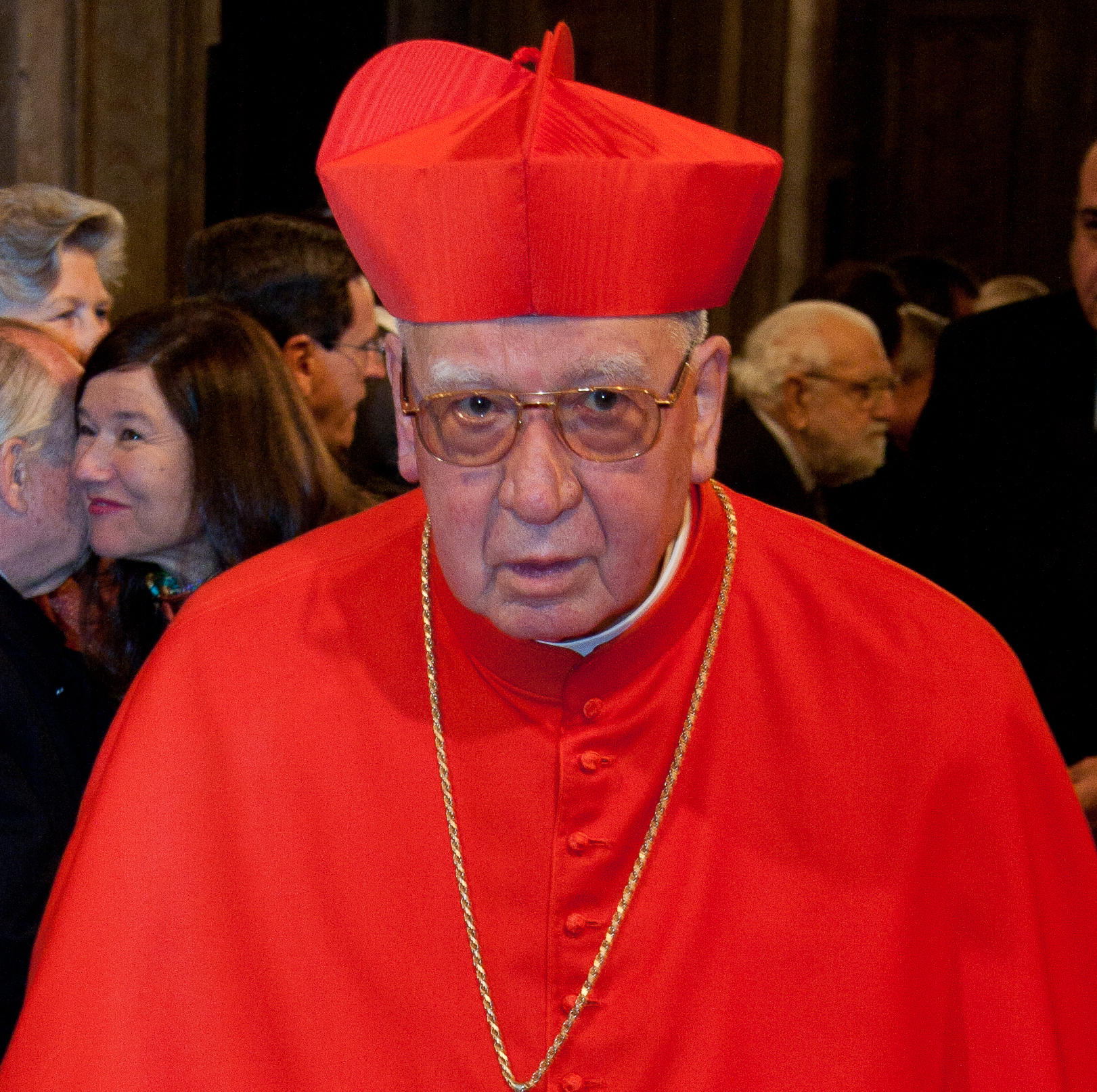
Jorge Arturo Medina Estévez

- 1 tháng 12 - Huy Du, là một nhạc sĩ chuyên về nhạc đỏ của Việt Nam (m. 2007)
- 5 tháng 12 - Adetoun Ogunsheye, là nữ giáo sư đầu tiên ở Nigeria
- 15 tháng 12 - Chính Hữu, tên thật là Trần Đình Đắc, là một nhà thơ Việt Nam, nguyên Đại tá, Phó cục trưởng cục Tuyên huấn thuộc Tổng cục chính trị, Quân đội nhân dân Việt Nam, nguyên Phó tổng thư ký Hội Nhà văn Việt Nam (m. 2007)
- 17 tháng 12 - Bùi Giáng, là nhà thơ, dịch giả và là nhà nghiên cứu văn học của Việt Nam (m. 1998)
- 21 tháng 12 - Georges Boudarel, là một học giả người Pháp, người từng tham gia cùng với Việt Nam trong cuộc chiến tranh Đông Dương (m. 2003)
- 23 tháng 12 - Jorge Arturo Medina Estévez, là một Hồng y người Chile của Giáo hội Công giáo Rôma (m. 2021)
- 27 tháng 12 - Hồ Kiểng, nam diễn viên Việt Nam (m. 2013)

### Không rõ ngày
- - Nguyễn Huân, Trung tướng Việt Nam (m. 2017)
  - Đặng Trần Phiến, bút danh Băng Hồ; Hội viên Hội Nhà văn Hà Nội (m. 2008)
  - Đỗ Chính, nhà hoạt động cách mạng, chính khách, Ủy viên Ban Chấp hành Trung ương Đảng Cộng sản Việt Nam các khóa V, VI, VII, nguyên Bí thư Tỉnh ủy Hải ninh, Chủ tịch UBND TP Hải phòng, Bộ trưởng Bộ Hải sản, Trưởng ban Kế hoạch Tài chính Trung ương Đảng. (m. 1994)
  - Jon Pyong-ho, là một quan chức Bắc Triều Tiên (m. 2014)
  - Lã Ngọc Châu, là một sĩ quan cấp cao trong Quân đội nhân dân Việt Nam, hàm Thiếu tướng, nguyên Phó Chính ủy Quân đoàn 3, Phó Hiệu trưởng về Chính trị Trường Sĩ quan Lục quân 1

## Mất
- 10 tháng 1 - Eino Leino, nhà thơ Phần Lan (s. 1878).[1]
- 15 tháng 1 - Eugeniusz Zak, nghệ sĩ Ba Lan (s. 1884)
- 21 tháng 2 - Heike Kamerlingh Onnes, nhà vật lý nổi tiếng người Hà Lan (s. 1853)
- 17 tháng 3 - Tướng Aleksei Brusilov, sĩ quan quân đội Nga trong thế chiến thứ nhất (s. 1853)
- 24 tháng 3 - Phan Châu Trinh, chính khách người Việt (s. 1872)
- 26 tháng 3 - Constantin Fehrenbach, chính trị gia Công giáo Đức (s. 1852)
- 24 tháng 4 - Triều Tiên Thuần Tông, vị vua thứ 27 và cuối cùng của nhà Triều Tiên (s .1874)
- 25 tháng 5 - Nguyễn Thiện Thuật, lãnh tụ khởi nghĩa Bãi Sậy chống Pháp (s. 1844)
- 30 tháng 5 - Michał Gorstkin-Wywiórski, họa sĩ người Ba Lan.
- 5 tháng 6 - Kim Hyong-jik, cha của nhà sáng lập Cộng hòa Dân chủ Nhân dân Triều Tiên (s .1894)
- 14 tháng 6 - Mary Cassatt, nữ họa sĩ người Mỹ (s. 1844)
- 22 tháng 8 - Charles William Eliot, học giả Mỹ (s. 1834)
- 29 tháng 8 - Hà Khải Phúc, nhà tư sản mại bản thuộc thế hệ người lai Âu Á đầu tiền tại Hồng Kông, Trung Quốc (s. 1863)
- 15 tháng 9 - Rudolf Christoph Eucken, nhà triết học người Đức đoạt giải Nobel Văn học năm 1908 (s. 1846)
- 26 tháng 11 - John Browning, nhà thiết kế vũ khí lừng danh người Mỹ (s. 1855)
- 5 tháng 12 - Claude Monet, họa sĩ Pháp (s. 1840)
- 12 tháng 12 - August Höglund, người Thụy Điển cải đạo thành Nhà thờ Jesus Christ of Latter-day Saints (Nhà thờ LDS) và là nhà truyền giáo Mặc Môn đầu tiên rao giảng ở Nga. (s. 1855)

### Không rõ ngày
- - Trương Như Cương. (s. 1843)
  - Nguyễn Hiển Dĩnh. (s. 1853)

## Giải Nobel
- Vật lý - Jean Baptiste Perrin
- Hóa học - Theodor Svedberg
- Sinh lý học hoặc Y học - Johannes Andreas Grib Fibiger
- Văn học - Grazia Deledda
- Hòa bình - Aristide Briand, Gustav Stresemann